# Св. св. Петър и Павел (Галичник)
Вижте пояснителната страница за други значения на Св. св. Петър и Павел.
„Св. св. Петър и Павел“ (на македонска литературна норма: „Св. св. Петар и Павле“) е православна църква в мияшката паланка Галичник, Северна Македония. Църквата е под управлението на Дебърско-Кичевската епархия на Македонска православна църква.
Църквата е изградена в 1932 – 1933 година. Дело е на видния български майстор строител Йордан Стоянов, като в строежа участват и видни каменоделци. В двора на църквата се провежда традиционната Галичка сватба.